# Liste der Kulturdenkmale in Habscht
In der Liste der Kulturdenkmale in Habscht sind alle Kulturdenkmale der luxemburgischen Gemeinde Habscht aufgeführt (Stand: 27. September 2022).

## Kulturdenkmale nach Ortsteil

### Eischen
| Bild           | Bezeichnung                                 | Lage    | Beschreibung                                       | Stufe | Eingetragen seit |
| -------------- | ------------------------------------------- | ------- | -------------------------------------------------- | ----- | ---------------- |
| Weitere Bilder | Brücke mit umgebendem Gelände „Trois Ponts“ | (Karte) | überquert die rue de Hobscheid und den Fluss Eisch | IS    | 30. April 2003   |

### Greisch
| Bild    | Bezeichnung | Lage                     | Beschreibung | Stufe | Eingetragen seit |
| ------- | ----------- | ------------------------ | ------------ | ----- | ---------------- |
| Gebäude | Gebäude     | 10, um Séintchen (Karte) |              | IS    | 10. August 2017  |

### Simmern
| Bild                            | Bezeichnung                           | Lage                                               | Beschreibung | Stufe | Eingetragen seit   |
| ------------------------------- | ------------------------------------- | -------------------------------------------------- | ------------ | ----- | ------------------ |
| Weitere Bilder                  | Ruinen von Burg Simmer                | Schlasswee (Karte)                                 |              | PCN   | 2. Dezember 1937   |
| Weitere Bilder                  | Kirche mit Friedhof                   | Kierchewee (Karte)                                 |              | PCN   | 28. September 1961 |
| Weitere Bilder                  | Brücke („Geessebréck“) über die Eisch | op der Geessebréck (Karte)                         |              | PCN   | 15. Juni 1984      |
| Bergahorn (Acer pseudoplatanus) | Bergahorn (Acer pseudoplatanus)       | im Park des ehemaligen Hôtel Simmerschmelz (Karte) |              | PCN   | 29. März 1974      |
|                                 | alter Ortskern von Simmern            | 1, rue des Puits                                   |              | IS    | 1. Juli 1999       |
| Gebäudeensemble                 | Gebäudeensemble                       | 16, 18 und 20–22, Kierchewee (Karte)               |              | IS    | 23. März 2011      |

Legende: PCN – Immeubles et objets bénéficiant des effets de classement comme patrimoine culturel national; IS – Immeubles et objets inscrits à l’inventaire supplémentaire

## Quelle
- Liste des immeubles et objets beneficiant d’une protection nationales, Nationales Institut für das gebaute Erbe, Fassung vom 12. September 2022, S. 47 (PDF)

- Karte mit allen Koordinaten:
- OSM |
- WikiMap